# José Gragera Herboso
José Gragera y Herboso, és un escultor romàntic  espanyol nascut a Laredo, Cantàbria el 1818 i mort a Oviedo el 1898.
Es va formar a Oviedo, per traslladar-se més tard a Madrid, on va estudiar a partir de 1839 a la Reial Acadèmia de Belles Arts de San Fernando, on va tenir com a professors classicistes entre d'altres José Tomás i Josep Piquer i Duart.
Després dels seus estudis, el 1851 es va vincular al taller d'escultura del Museu del Prado, com a escultor restaurador des 1857 a 1889, quan va ser promogut subdirector conservador d'escultura del museu.
Els seus dos millors obres, les escultures monumentals del polític Juan Álvarez Mendizábal (obra datada el 1855, fosa a París entre 1856-1857, que representa l'estadista vestit amb la seva roba habitual i una capa espanyola. Malgrat haver estat inaugurada el 1869 al'actual Plaça Tirso de Molina, anomenada en aquella època «Plaça del Progrés», va ser retirada fonent després de la guerra civil)) i del naturalista Simón de Rojas Clemente y Rubio (Després dels desperfectes soferts durant la guerra civil espanyola va ser retirada i substituïda per una còpia), van tenir molt poca rellevància.
Altres obres de transcendència important són, per exemple, l'estàtua de marbre, realitzada de cos sencer de la figura de Jovellanos i la del polític José Posada Herrera, que també va ser destruïda el 1936. Moltes de les seves obres van ser exposades a les Exposicions Nacionals de Belles Arts.
Va ser un gran retratista. Va realitzar gran nombre de bustos en guix, de grandària major que el natural, d'artistes italians i espanyols, per al Prado, dels quals només el de Juan de Villanueva, va arribar a passar-se a marbre. Destaca el treball realitzat en el bust d'Alfons XII d'Espanya, en el qual presta una especial atenció a plecs de la roba, que cauen amb suavitat, que posen de manifest un estil sobri i majestuós però sense afectació.
El 1889 es va establir a Oviedo fins a la seva mort el 1997 la qual no està ubicada de manera irrefutable. Hi ha autors que la situen a Madrid, mentre que altres ho fan a Oviedo.

## Obres
- Juan de Villanueva, bust en marbre.[1]
- Retrat d'Alfons XII, marbre, 150 x 65 cm, signat, 1878 (en dep. Al Museu de Belles Arts d'Astúries, Oviedo).[1]
- Bust de Joan Gragera (el seu pare), marbre, 49 x 31 x 20 cm, signat, 1886.[1]
- Bust de Guillermo Schulz, en Oviedo, en 1898.[4]